# Barricade (jeu)
Pour les articles homonymes, voir Barricade (homonymie).
Barricade est le seul jeu de société connu de Werner Schöppner, édité depuis 1959 par Ravensburger.
Selon les indications sur la boite, on peut y jouer à partir de deux personnes et jusqu'à quatre joueurs - à partir de 6 ans. Une partie peut durer de 30 minutes à 3 heures.[réf. souhaitée]

## Principe général
Le but du jeu est d'amener un de ses pions sur le point d'arrivée en haut du tablier. Les joueurs essayent de gêner la progression de leurs adversaires en posant des barricades sur les chemins.

## Histoire
Ce jeu allemand semble inspiré du Pachisi (à l'origine du Jeu des petits chevaux) dont le nom original « Malefiz » (du latin maleficus) vient d'une exclamation de la femme de l'éditeur Otto Maier.

## Règle du jeu

### But du jeu
Amener le premier un pion sur la case d'arrivée par un compte exact.

### Matériel
- 5 pions de même couleur pour chacune des quatre équipes
- 11 barricades
- 1 dé ordinaire (à six faces)
- 1 plateau de jeu

### Mise en place
- Les pions des joueurs sont dans leur "maison", en bas du plan de jeu.
- Les barricades sont placées sur leurs cases.

Selon la version du jeu, plusieurs départs existent :
- le plus jeune joueur commence
- Chaque joueur lance un dé, le plus grand nombre est joué ou détermine celui qui lance le dé pour jouer en premier

### Déroulement

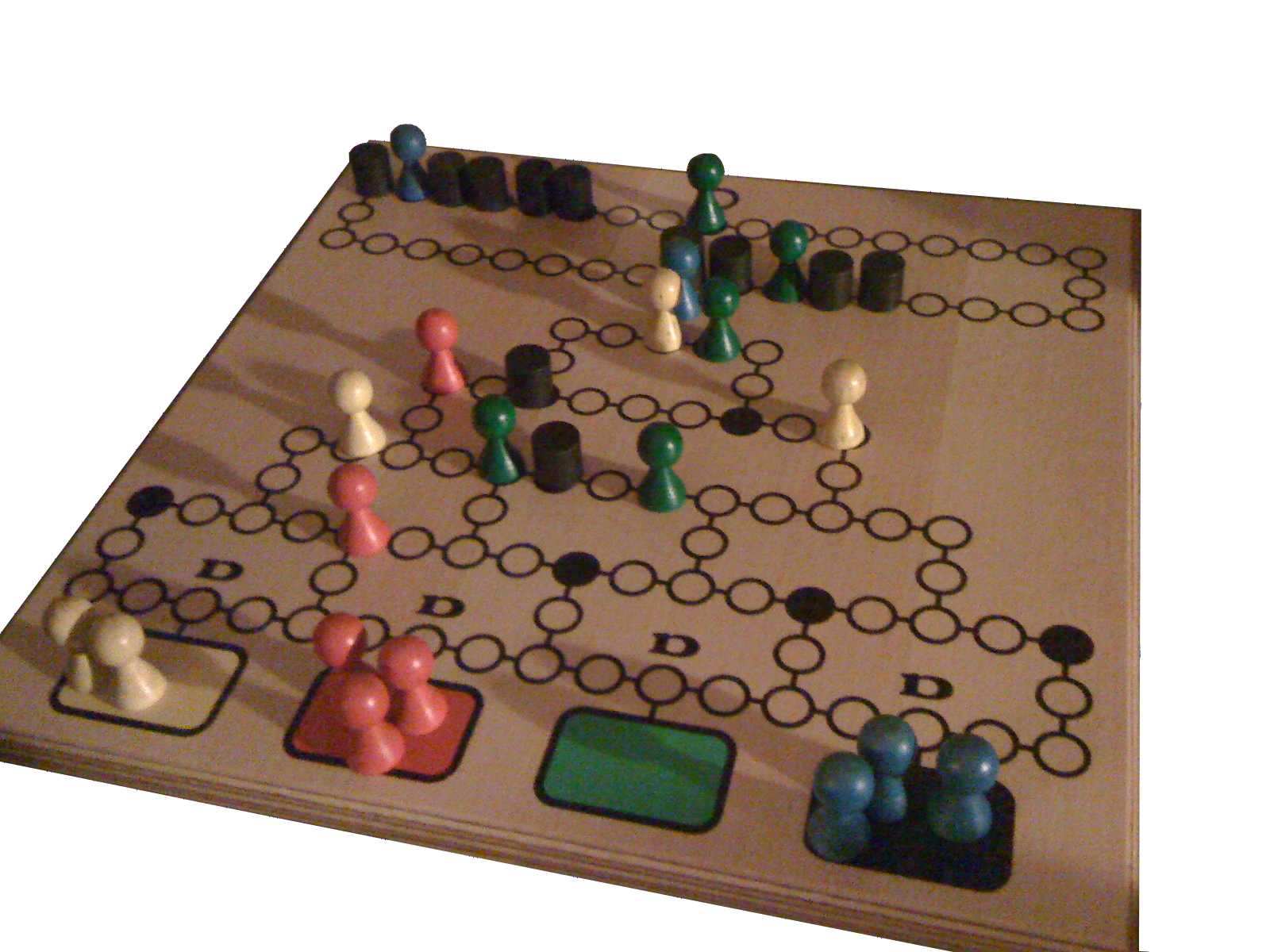
Partie de Barricade sur le point d'être remportée par les verts.

Un pion rentre toujours en jeu à partir de la même case de départ. À son tour, le joueur jette le dé. Il doit alors avancer un de ses pions d'autant de cases qu'il y a de points sur le dé. Il est possible d'aller dans toutes les directions mais on ne peut pas revenir sur ses pas dans le même tour.
Barricades
Il est impossible de les sauter. On peut par contre s'arrêter dessus. En repartant d'une case où se trouve une barricade (ou parfois en y arrivant suivant les variantes) on peut déplacer la barricade sur n'importe quelle case libre du plateau en dehors de la première ligne. Si le jet de dé est supérieur à la position de la barricade, et que le pion ne peut pas aller dans une autre direction, on ne peut alors pas bouger ce pion ; si aucun pion ne peut bouger, on passe son tour.
Expulser un pion
Il ne peut y avoir qu'un seul pion par case. En arrivant sur une case occupée par un pion adverse, on renvoie ce pion à son camp de départ ; on ne peut pas s'arrêter sur une case occupée par un de ses pions. Si la case où se trouvait le pion adverse possédait une barricade, le pion adverse perd alors son droit de déplacer la barricade.

### Fin de partie et vainqueur
Dès qu'un pion arrive par un compte exact sur la case d'arrivée, la partie est terminée et le propriétaire du pion est le vainqueur.

## Variantes

### La "Saint-Marcoise"
Tout joueur assidu de Barricade s'est déjà posé la question du désavantage de commencer dans une des deux maisons centrales (possédant deux voisins). D'aucun[Qui ?] diront que les maisons extérieures n'ont certes qu'un voisin mais un accès plus limité aux premières barricades.
Pour remédier à cette incertitude, une variante a été créée en 2009 par un cercle de joueurs à Saint-Marc-sur-Mer : toutes les règles sont identiques ; seul le plateau de jeu est modifié, il est désormais circulaire. Chaque maison a ainsi le même nombre de voisins.
Dans la version à quatre joueurs, le point central permet le déplacement du pion sur le circuit final violet au niveau de la barricade.

## Sources
1. ↑  (de) « Das bedrohte Wort: Malefiz », sur Der Spiegel : « Der Titel Malefiz soll auf einen Ausruf der Ehefrau des Verlegers Otto Maier beim Probespielen zurückgehen: "Du bist doch ein echter Malefiz!" ».